# Soczewka elektrostatyczna
Soczewka elektrostatyczna – pole elektrostatyczne pomiędzy odpowiednio ukształtowanymi elektrodami, o symetrii osiowej, które na wiązki elektrycznie naładowanych cząstek o jednakowej prędkości działa podobnie jak sferyczna soczewka optyczna na wiązkę światła. 
Tory naładowanych cząstek w polu elektrostatycznym wyginają się w kierunku normalnych do powierzchni ekwipotencjalnych, gdy cząstki te są przyspieszane, a odchylają się od normalnych, gdy cząstki są opóźniane. Elektrody soczewki elektrostatycznej mają postać przesłon metalowych z okrągłymi otworami lub odcinków rur metalowych o przekroju kołowym. Oś optyczna soczewki odpowiada osiom symetrii poszczególnych jej elektrod. 
Soczewka elektrostatyczna nosi nazwę pojedynczej, gdy potencjały jej elektrod skrajnych są jednakowe, w przeciwnym przypadku zwie się imersyjną. Ponieważ pole elektrostatyczne w soczewce nie jest jednorodne i nie ma ostrych granic, jej wady są większe niż soczewek optycznych i należy wykorzystywać tylko wąskie, centralne wiązki elektronów.